# Prunus wurdackii
Prunus wurdackii är en rosväxtart som beskrevs av Chao Luang Li. Prunus wurdackii ingår i släktet prunusar, och familjen rosväxter. Inga underarter finns listade i Catalogue of Life.